# Alkylové komplexy přechodných kovů

Vitamin B12, přírodní alkylový komplex

Alkylové komplexy přechodných kovů jsou komplexní sloučeniny obsahující vazby mezi přechodnými kovy a alkylové ligandy; jedná se o širokou skupinu sloučenin, které mají i praktický a teoretický význam.

## Přehled

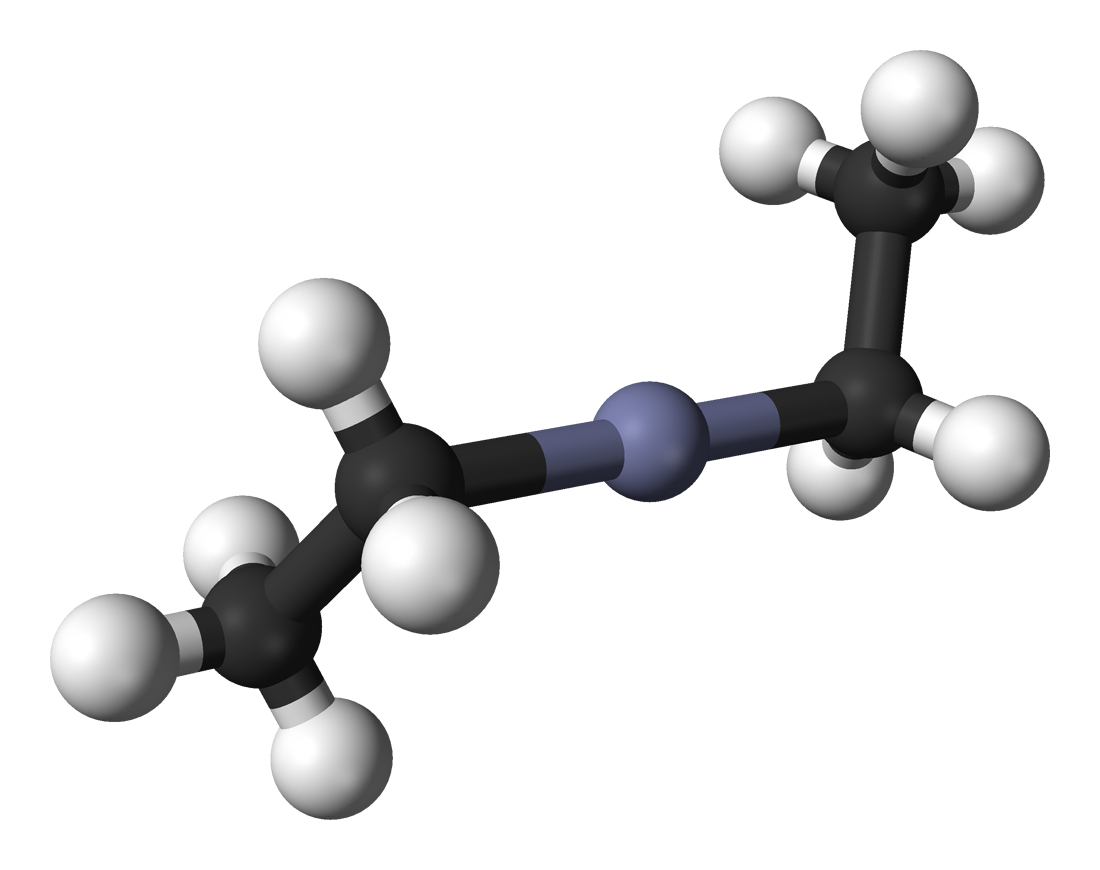
Struktura diethylzinku; délka vazeb Zn-C činí 194,8(5) pm, úhel C-Zn-C je mírně narušený, s velikostí 176,2(4)°.

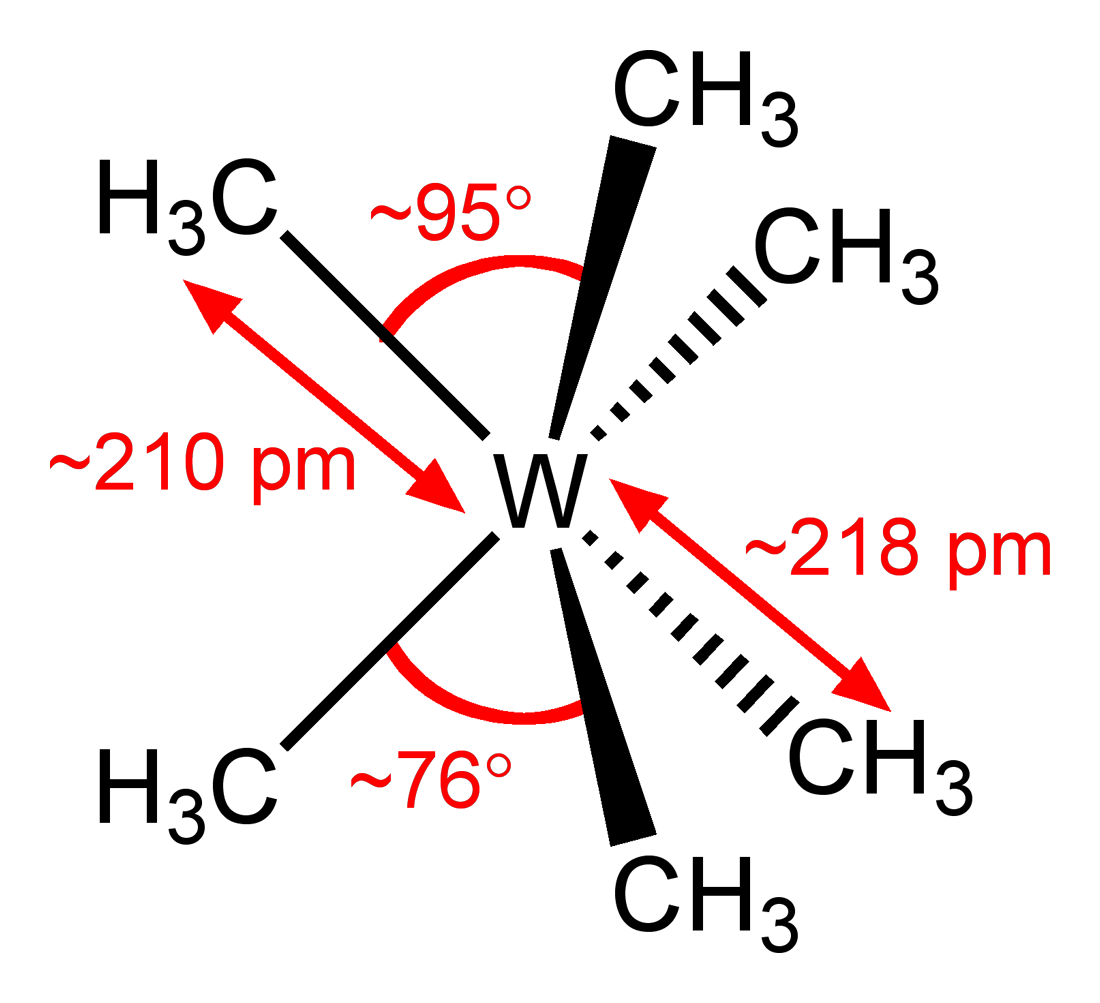
Hexamethylwolfram patří mezi homoleptické alkylové komplexy.

Většina alkylových komplexů obsahuje i nealkylové ligandy; předmětem výzkumu jsou především homoleptické (kde jsou všechny ligandy stejného druhu), prvním popsaným komplexem obsahujícím vazbu mezi kovem a sp3 uhlíkem byl homoleptický diethylzinek, k dalším případům patří hexamethylwolfram, tetramethyltitan, a tetranorbornylkobalt.
Komplexy s ligandy více druhů (heteroleptické), zahrnující také alkyly, jsou například vitamin B12 a mnohé jeho deriváty, tyto sloučeniny mají vazby mezi alkylovými skupinami a Co.
| příklad      | poznámka                               |
| ------------ | -------------------------------------- |
| Ti(CH3)4     | pozorovaný pouze jako monoetherát, d0  |
| [Ti(CH3)5]−  | trigonálně bipyramidální, d0           |
| [Ti2(CH3)9]− | jeden můstkový methylový ligand, d0,d0 |
| [Zr(CH3)6]−  | trigonálně prizmatický, d0             |
| [Hf(CH3)6]−  | trigonálně prizmatický, d0             |
| [Nb(CH3)6]−  | d0                                     |
| [Ta(CH3)6]−  | d0                                     |
| Mo(CH3)5     | d1                                     |
| W(CH3)6      | trigonálně prizmatický, d0             |
| [Mn(CH3)4]2− | d5                                     |
| [Mn(CH3)6]2− | d3                                     |
| [Re(CH3)6]   | d1                                     |
| [Fe(CH3)4]−  | nízkospinový, d5, čtvercově rovinný    |
| [Co(CH3)4]−  | čtvercově rovinný, d6                  |
| [Rh(CH3)6]3− | d6                                     |
| [Ir(CH3)6]3− | d6                                     |
| [Ni(CH3)4]2− | d8                                     |
| [Pt(CH3)4]2− | d8                                     |
| [Au(CH3)2]−  | d10                                    |
| [Au(CH3)4]−  | d8                                     |
| Zn(CH3)2     | d10                                    |
| Cd(CH3)2     | d10                                    |
| Hg(CH3)2     | d10                                    |

## Příprava
Alkylové komplexy lze připravit jedním ze dvou způsobů, pomocí alkylových nukleofilů, nebo alkylových elektrofilů. K nukleofilním zdrojům alkylových ligandů patří Grignardova a organolithná činidla. Protože jsou mnohé silné nukleofily také silnými redukčními činidly, tak se někdy za účelem zamezení redoxním reakcím používají mírnější nukleofily, například organozinečnaté a organohlinité sloučeniny.
Při elektrofilních alkylacích se zpravidla začíná u komplexů kovů v nízkých oxidačních číslech, jako elektrofily nejčastěji slouží alkylhalogenidy. Jako příklad lze uvést přípravu methylovaného derivátu aniontu dimeru dikarbonylu cyklopentadienylželeza:
CpFe(CO)2Na + CH3I → CpFe(CO)2CH3 + NaI
Alkyly kovů se mnohdy připravují oxidačními adicemi,
jako je reakce Vaskova komplexu s jodmethanem.

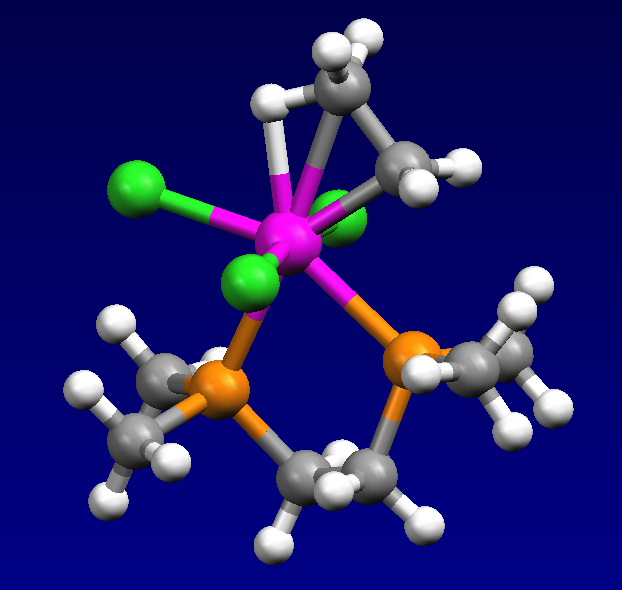
Struktura alkylového komplexu (C_{2}H_{5})TiCl_{3}(dmpe), se zvýrazněním agostických interakcí methylových skupin s titaničitým centrem

## Agostické interakce a beta-hydridové eliminace
Některé alkyly kovů vykazují agostické interakce mezi vazbami C-H alkylových skupin a atomem kovu. Obzvláště rozšířené jsou tyto interakce u raných přechodných kovů ve svých nejvyšších oxidačních číslech.
Na kinetickou stabilitu alkylových komplexů má významný vliv vodík v poloze beta vůči kovu. Pokud komplex obsahuje takový vodík a kovové centrum je koordinačně nenasycené, pak se u něj může objevit beta-hydridová eliminace, jejímž produktem je alkenový komplex:
Na těchto přeměnách se podílí také agostické interakce.

## Katalýza
Mnoho homogenních katalyzátorů vytváří při hydrogenačních, hydroformylačních, izomerizačních, a polymeračních reakcích jako meziprodukty alkyly kovů. Dočasná tvorba vazeb kov-alkyl se předpokládá i u heterogenních reakcí.